# Jimmy Armfield
Jimmy Armfield, właśc. James Christopher Armfield, OBE (ur. 21 września 1935 w Denton, zm. 22 stycznia 2018 w Blackpool) – angielski piłkarz, prawy obrońca. Mistrz świata z roku 1966.

## Kariera klubowa
Jimmy Armfield całą piłkarską karierę spędził w Blackpool. W barwach The Pool zadebiutował 27 grudnia 1954 w meczu z Portsmouth. W 1956 zdobył z Blackpool wicemistrzostwo Anglii. W 1967 spadł z Blackpool do drugiej ligi. Do Division One powrócił w 1970, by rok później zakończyć piłkarską karierę. Ogółem w latach 1954–1971 rozegrał w barwach The Pool 569 spotkań, w których zdobył 6 bramek.
| Sezon   | Klub           | Kraj   | Rozgrywki    | Mecze | Bramki |
| ------- | -------------- | ------ | ------------ | ----- | ------ |
| 1954/55 | Blackpool F.C. | Anglia | Division One | 2     | 0      |
| 1955/56 | Blackpool F.C. | Anglia | Division One | 30    | 0      |
| 1956/57 | Blackpool F.C. | Anglia | Division One | 42    | 0      |
| 1957/58 | Blackpool F.C. | Anglia | Division One | 28    | 0      |
| 1958/59 | Blackpool F.C. | Anglia | Division One | 32    | 0      |
| 1959/60 | Blackpool F.C. | Anglia | Division One | 41    | 1      |
| 1960/61 | Blackpool F.C. | Anglia | Division One | 40    | 0      |
| 1961/62 | Blackpool F.C. | Anglia | Division One | 37    | 0      |
| 1962/63 | Blackpool F.C. | Anglia | Division One | 39    | 0      |
| 1963/64 | Blackpool F.C. | Anglia | Division One | 35    | 0      |
| 1964/65 | Blackpool F.C. | Anglia | Division One | 40    | 2      |
| 1965/66 | Blackpool F.C. | Anglia | Division One | 35    | 1      |
| 1966/67 | Blackpool F.C. | Anglia | Division One | 29    | 0      |
| 1967/68 | Blackpool F.C. | Anglia | Division Two | 41    | 1      |
| 1968/69 | Blackpool F.C. | Anglia | Division Two | 34    | 0      |
| 1969/70 | Blackpool F.C. | Anglia | Division Two | 40    | 1      |
| 1970/71 | Blackpool F.C. | Anglia | Division One | 27    | 0      |

## Kariera reprezentacyjna
W reprezentacji Anglii Armfield zadebiutował w 13 maja 1959 w przegranym 0-2 towarzyskim meczu z Brazylią. W 1962 Armfield uczestniczył w mistrzostwach świata. Na turnieju w Chile Armfield wystąpił we wszystkich czterech meczach z Węgrami, Argentyną, Bułgarią i ćwierćfinale z Brazylią. Ostatni raz w reprezentacji wystąpił 26 czerwca 1966 w wygranym 3-0 towarzyskim meczu z Finlandią. Był rezerwowym na mistrzostwach świata, które Anglia wygrała. Ogółem w reprezentacji rozegrał 43 spotkania.

## Kariera trenerska
Po zakończeniu kariery piłkarskiej Armfield został trenerem. W 1971 objął stanowisko trzecioligowego Boltonu Wanderers. Z Boltonem wygrał rozgrywki trzeciej ligi w 1973. 4 października 1974 zastąpił Briana Clougha na stanowisku trenera Leeds United. Z Leeds dotarł do finału Pucharu Mistrzów w 1975, w którym Pawie uległy 0-2 Bayernowi Monachium.
W 1978 Armfield zrezygnował z pracy trenera, decydując się na pracę dziennikarza sportowego.